# Butyriboletus roseogriseus
Bolet rose et gris, Bolet rosé des sapins
Espèce
Butyriboletus roseogriseus, le Bolet rose et gris, est une espèce de champignons (Fungi) basidiomycètes du genre Butyriboletus dans la famille des Boletaceae. Rarissime en France et plus commun en Europe de l'Est, il est caractérisé par son chapeau grisâtre rosâtre et sa chair plus au moins bleuissante au niveau du chapeau à la coupe.

## Taxonomie
Le nom correct complet (avec auteur) de ce taxon est Butyriboletus roseogriseus (Šutara, M.Graca, M.Kolařík, Janda & Kříž) Vizzini & Gelardi.
L'espèce a été initialement classée dans le genre Boletus sous le basionyme Boletus roseogriseus Šutara, M.Graca, M.Kolařík, Janda & Kříž.

### Synonymes
Butyriboletus roseogriseus a pour synonymes :
- Boletus roseogriseus (J.Šutara, M.Graca, M.Kolarík, V.Janda & M.Kríž) Vizzini & Gelardi
- Boletus roseogriseus Šutara, M.Graca, M.Kolařík, Janda & Kříž[2]

### Étymologie
L'épithète spécifique est dérivé du latin roseus = rose et griseus = gris, en réfèrence à son chapeau grisâtre aux teintes très légèrement rosâtres.

## Description du sporophore

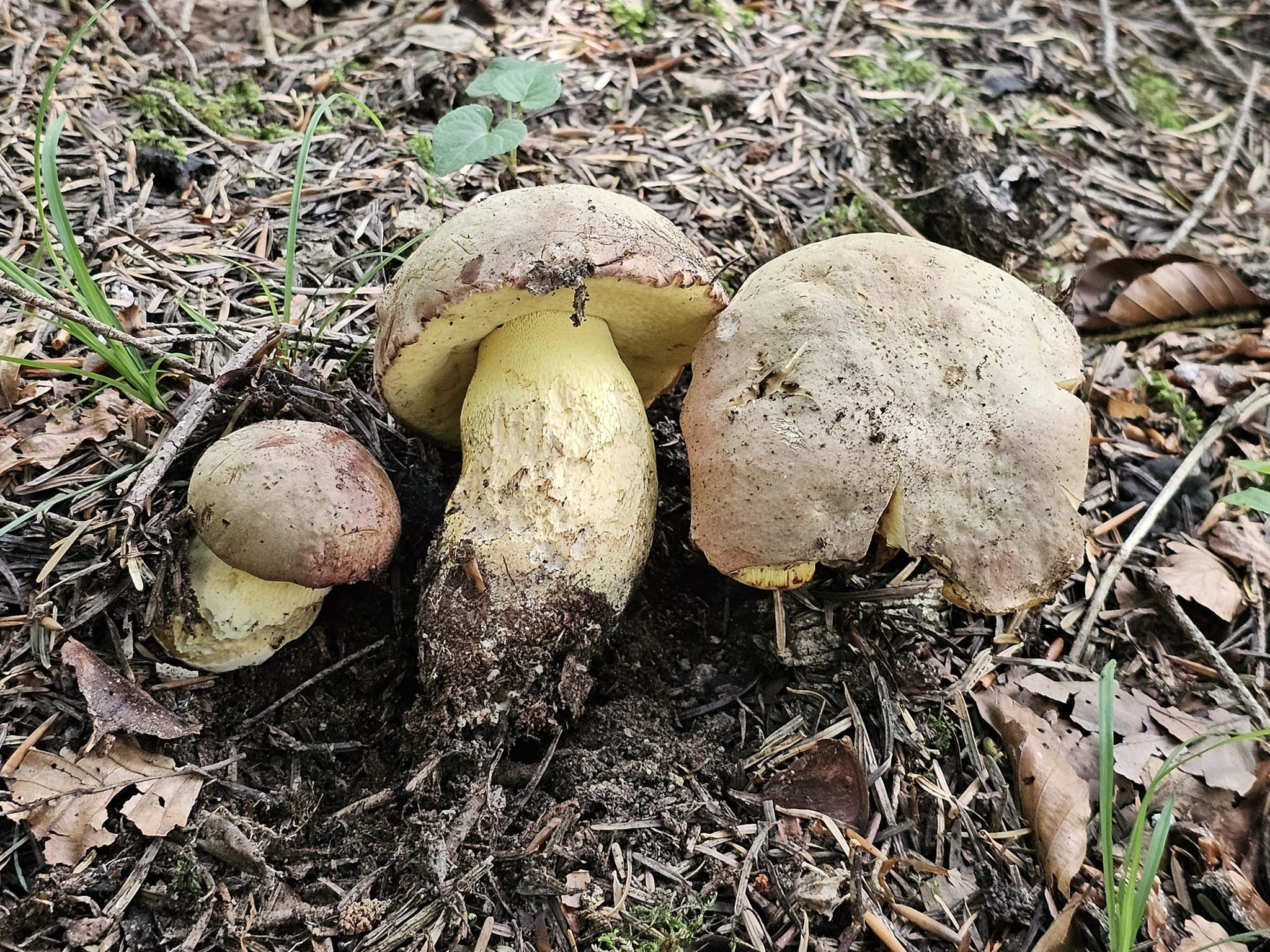
Collection de sporophores de B. roseogriseus.

Les bolets sont des champignons dont l'hyménophore, constitué de tubes et terminés par des pores, se sépare facilement de la chair du chapeau. Ce chapeau d'abord rond, recouvert d'une cuticule, devient convexe à mesure qu’il vieillit. Ils ont un pied (stipe) central assez épais et une chair compacte. Les caractéristiques morphologiques de B. roseogriseus sont les suivantes :

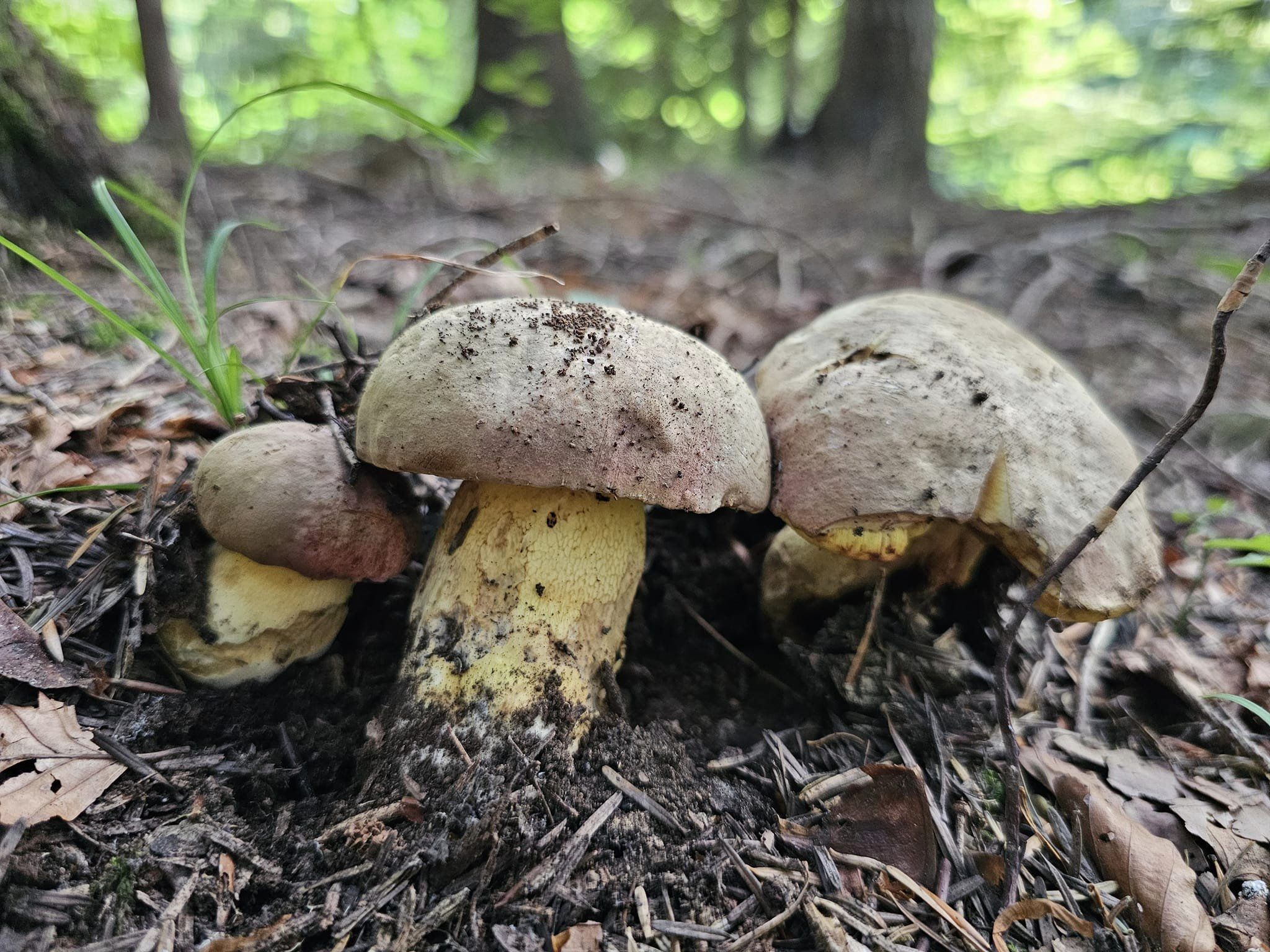
Trois B.roseogriseus en Croatie.

Son chapeau mesure 7 à 12 cm à maturité. La cuticule est mate, le plus souvent subtomenteuse, moins fréquemment veloutée, devenant parfois très finement floconneuse-granuleuse avec l'âge, souvent pruineuse à l'état jeune. La coloration du chapeau est assez variable, rose clair, rose pâle (rarement même rose rougeâtre à certains endroits), rose grisâtre, gris (parfois avec une nuance gris-olivâtre en particulier au sommet), brun grisâtre, ocre, brun pâle, brun pâle à brun foncé. Les teintes rosées, mieux développées dans les jeunes stades de développement, s'estompent ensuite progressivement, de sorte que les teintes grises, ocreuses ou brunes prédominent graduellement dans les stades ultérieurs. Cependant, les teintes rosées ou rougeâtres restent longtemps au moins dans la zone marginale du chapeau, souvent jusqu'à la maturité. Les endroits meurtris deviennent immédiatement roses ou rouges, puis très lentement bruns.
L'hyménophore possède des tubes mesurant jusqu'à 20 mm de long, quelque peu déprimés autour du haut du stipe, parfois légèrement décurrents, jaune vif puis jaune légèrement olivâtre. Les pores sont jaune vif ou jaune doré, d'une taille maximale de 0,8(1) mm à maturité. Les pores et les tubes bleuissent à la pression ou à la coupe.
Le stipe mesure jusqu'à 9 x 5 cm, de couleur jaune vif, parfois jaune clair dans la partie inférieure, plus ou moins clavé, parfois presque fusiforme, obtus ou effilé à la base, il est orné d'un réseau jaune bien développée. La surface du stipe bleuit lorsqu'elle est meurtrie.
La chair est jaunâtre à blanchâtre, brunâtre dans la partie inférieure du stipe, bleuissante au niveau du chapeau à la coupe, essentiellement au-dessus des tubes mais aussi parfois plus au moins dans le reste du chapeau. Sa saveur est douce et son odeur est fongique, agréable.

## Habitat et distribution
Il s'agit un champignon ectomycorhizien, poussant dans les forêts de sapins ou de sapins et épicéas d'âge moyen à vieux, sous Abies alba, parfois avec un mélange de Picea abies, sur le sol, le plus souvent dans des litières d'aiguilles et de brindilles, parfois parmi Vaccinium myrtillus. Les sporophores poussent solitairement ou en petits groupes de juillet à début octobre, le plus souvent en août. Commun à inhabituel en Europe centrale et Europe de l'Ouest, il est rarissime en France.

## Comestibilité
Le Bolet rose et gris est comestible cuit, comme tous les Butyriboletus en Europe. Cependant, de par son immense rareté en France et sa difficulté d'identification, il ne fait l'objet d'aucune consommation traditionnelle ou occasionnelle connue. Sa grande rareté devrait inciter à ne pas cueillir à des fins de consommation les trouvailles exceptionnelles de cette espèce dans le territoire. Il est à considérer comme sans intérêt alimentaire .

## Confusions possibles
B. roseogriseus se caractérise surtout les caractères suivants, lui permettant de se différencier des autres Butyriboletus : Son chapeau au moins partiellement rosé quand il est jeune, plus tard avec des teintes dominantes grisâtres, ocreuses ou brunes, mais le plus souvent avec des restes de teintes rosées ou rougeâtres à la marge jusqu'à la maturité. Son stipe de couleur jaune, sans teinte rosâtre ou rougeâtre. Sa chair de la base du stipe brunâtre. Son oxydation bleue relativement profonde de la chair et des tubes. Sa croissance sous Abies en région submontagnarde. Il peut se confondre avec les espèces suivantes :
- Le Bolet faux-royal (Butyriboletus fuscoroseus) diffère de B. roseogriseus par une zone typique rosâtre ou rougeâtre sur son stipe et sa croissance sous des arbres à feuilles caduques, principalement des Quercus, dans des régions thermophiles. Il y a également une petite, mais nette différence de couleur du chapeau entre B. fuscoroseus et B. roseogriseus. Le chapeau de B.fuscoroseus est rose brunâtre ou brun rougeâtre, mais ses nuances rosâtres ou rougeâtres ont souvent une légère composante rouge-violacée qui n'apparaît généralement pas chez B. roseogriseus[3]. Comestible.
- Le Bolet pâle (Butyriboletus fechtneri) ressemble beaucoup à B. roseogriseus, mais il possède lui aussi une zone rosâtre autour du stipe, il est plus communément associé aux feuillus, son chapeau blanchâtre n'a pas ou quasiment pas de teintes roses et son bleuissement à la coupe est typiquement limité à la chair au-dessus des tubes. Sans interêt alimentaire.
- Le Bolet des sapins (Butyriboletus subappendiculatus) n'a quant à lui pas de teintes roses sur son chapeau brunâtre pâle et sa chair ne bleuit pas à la coupe. Comestible.